# Кокинарас
Кокинарас (грч. Κοκκιναράς) је насељено место у општини Кожани у периферији Западна Македонија, Грчка. Према попису из 2021. године било је 2 становника.
Према бугарском географу и историчару, Василу Канчову, у Кокинарасу је 1900. године живело 25 Турака. Године 1923. турско становништво је принудно исељено у Турску а на њихово место је насељено 13 грчких избегличких породица, којих је на попису из 1928. било 54. Село се раније звало Кирмези Кој.